# Tir amb arc als Jocs Olímpics d'Estiu de 2024 - Prova per equips femenina

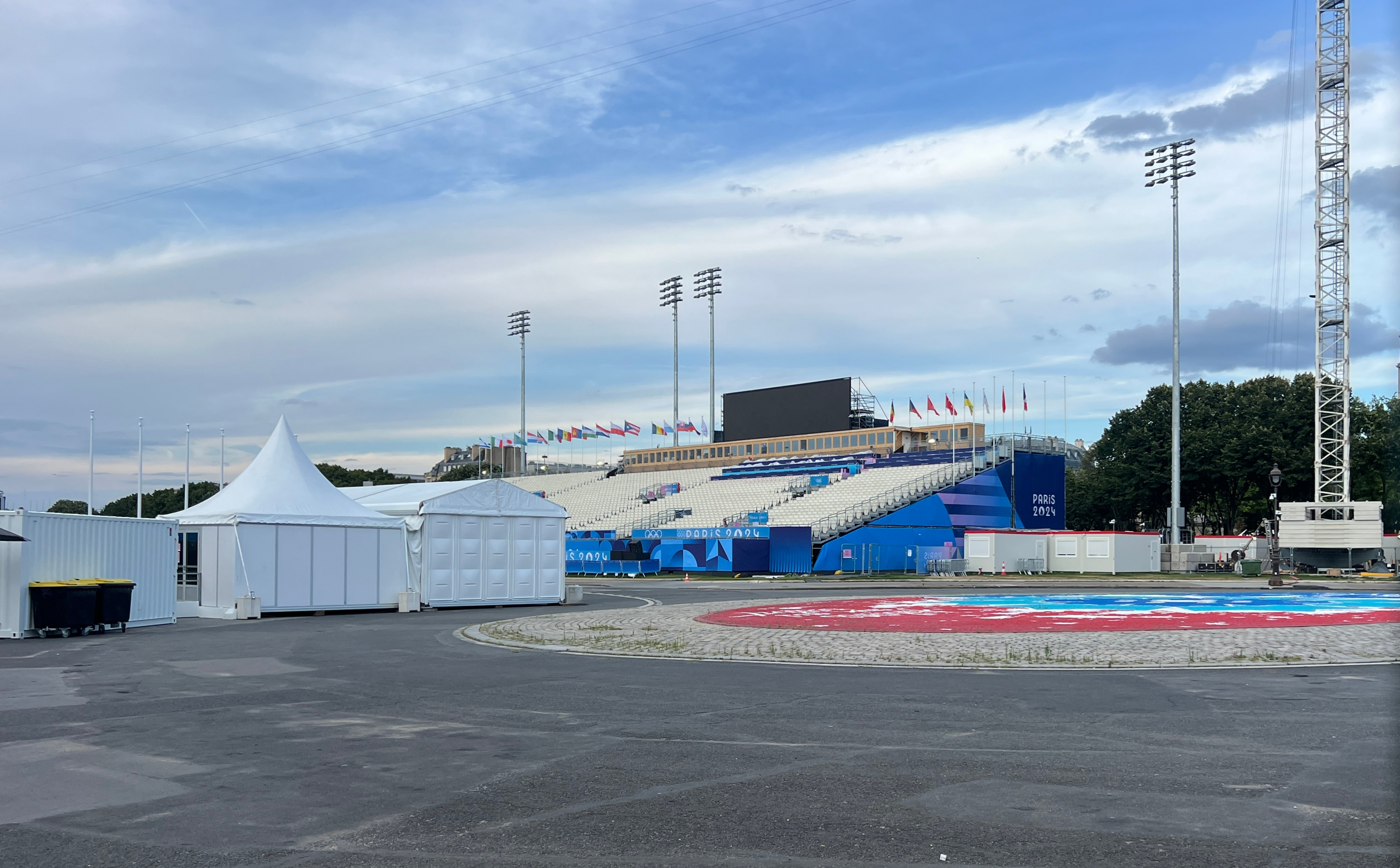

La prova per equips femenina de Tir amb arc als Jocs Olímpics de París 2024 va ser la 10a edició de l'esdeveniment en unes Olimpíades. La prova es va disputar entre el 25 i el 28 de juliol de 2024 a l'esplanada del Palau Nacional dels Invàlids de París.
L'equip de Corea del Sud va tornar a obtenir la medalla d'or, guanyant a la final a la Xina, per 5 punts a 4. La selecció de Mèxic va aconesguir la medalla de bronze, després de guanyar a l'equip dels Països Baixos per 6 punts a 2. La tercera posició, fou la primera medalla olímpica de la història en la disciplina, per l'equip femení de Mèxic.
L'equip de Corea del Sud, és amb total claredat, la selecció més guardonada, amb 10 medalles d'or, en les 10 edicions que la prova per equips femenina ha estat present als Jocs Olímpics. De fet, ha guanyat l'or en totes les edicions que s'han disputat fins ara.

## Format
Cada equip constava de 3 arqueres. Les 36 participants classificades van començar amb la mateixa ronda pel rànquing individual. Totes les arqueres havien de disparar 72 fletxes, amb un objectiu a 70 metres de distància, en 12 tandes de 6 fletxes cadascuna, amb un màxim de temps de 2 minuts. La màxima puntuació global era de 720 punts.
Cada equip sumava els punts de les seves 3 arqueres i així es decidia el rànquing de la fase eliminatòria. Els 4 millors equips no van haver de disputar la primera ronda eliminatòria. Els 8 pitjors equips van jugar entre ells en l'ordre del rànquing (el 1r contra el 8è i així successivament) i els guanyadors passaven als quarts de final, on s'enfrontaven contra un equip dels ja classificats i així continuava la ronda eliminatòria. Els dos equips que van guanyar les semifinals van disputar la final per decidir la medalla d'or i de plata i els perdedors es van enfrontar per aconseguir la medalla de bronze.
Les partides en la ronda eliminatòria es disputaven a 4 sets. En cada set, els equips havien de disparar 6 fletxes cadascun (2 cada atleta) i qui tenia la major puntuació en cada set, obtenia 2 punts, mentre que l'altre equip n'obtenia 0 punts. En cas d'empat, tots dos equips aconseguien 1 punt. El primer equip que arribava als 5 punts, guanyava la partida. Si al final dels 4 sets hi havia un empat, cada component de l'equip llançava 1 fletxa, per decidir qui obtenia la victòria.

## Classificació
França, com a país amfitrió va obtenir 1 plaça (3 arqueres) a la prova. La resta de països van obtenir les places en el Campionat del Món de 2023, en els jocs continentals, en els tornejos de classificació continental, en el torneig final de qualificació i en el rànquing mundial. S'ha de tenir en compte que com a màxim hi podia haver 1 equip per país, format per 3 arqueres.
| Esdeveniment                   | Seu      | Data                     | País          | Atletes classificades     |
| ------------------------------ | -------- | ------------------------ | ------------- | ------------------------- |
| País amfitrió                  | -        | -                        | França        | Lisa Barbelin             |
| País amfitrió                  | -        | -                        | França        | Amélie Cordeau            |
| País amfitrió                  | -        | -                        | França        | Caroline Lopez            |
| Campionat del Món              | Berlín   | 28 juliol - 6 agost 2023 | Alemanya      | Katharina Bauer           |
| Campionat del Món              | Berlín   | 28 juliol - 6 agost 2023 | Alemanya      | Michelle Kroppen          |
| Campionat del Món              | Berlín   | 28 juliol - 6 agost 2023 | Alemanya      | Charline Schwarz          |
| Campionat del Món              | Berlín   | 28 juliol - 6 agost 2023 | Mèxic         | Ángela Ruiz               |
| Campionat del Món              | Berlín   | 28 juliol - 6 agost 2023 | Mèxic         | Alejandra Valencia        |
| Campionat del Món              | Berlín   | 28 juliol - 6 agost 2023 | Mèxic         | Ana Paula Vázquez         |
| Jocs Asiàtics                  | Hangzhou | 2 - 8 octubre 2023       | Corea del Sud | Jeon Hun-young            |
| Jocs Asiàtics                  | Hangzhou | 2 - 8 octubre 2023       | Corea del Sud | Lim Si-hyeon              |
| Jocs Asiàtics                  | Hangzhou | 2 - 8 octubre 2023       | Corea del Sud | Nam Su-hyeon              |
| Campionat Panamericà           | Medellín | 8 - 9 abril 2024         | Estats Units  | Catalina GNoriega         |
| Campionat Panamericà           | Medellín | 8 - 9 abril 2024         | Estats Units  | Casey Kaufhold            |
| Campionat Panamericà           | Medellín | 8 - 9 abril 2024         | Estats Units  | Jennifer Mucino-Fernandez |
| Campionat Europeu              | Essen    | 3 - 5 maig 2024          | Països Baixos | Quinty Roeffen            |
| Campionat Europeu              | Essen    | 3 - 5 maig 2024          | Països Baixos | Gabriela Schloesser       |
| Campionat Europeu              | Essen    | 3 - 5 maig 2024          | Països Baixos | Laura van der Winkel      |
| Torneig Final de Classificació | Antalya  | 15 - 16 juny 2024        | Xina          | An Qixuan                 |
| Torneig Final de Classificació | Antalya  | 15 - 16 juny 2024        | Xina          | Li Jiaman                 |
| Torneig Final de Classificació | Antalya  | 15 - 16 juny 2024        | Xina          | Li Jiaman                 |
| Torneig Final de Classificació | Antalya  | 15 - 16 juny 2024        | Malàisia      | Syaqiera Mashayikh        |
| Torneig Final de Classificació | Antalya  | 15 - 16 juny 2024        | Malàisia      | Nurul Fazil               |
| Torneig Final de Classificació | Antalya  | 15 - 16 juny 2024        | Malàisia      | Ariana Zairi              |
| Torneig Final de Classificació | Antalya  | 15 - 16 juny 2024        | Regne Unit    | Megan Havers              |
| Torneig Final de Classificació | Antalya  | 15 - 16 juny 2024        | Regne Unit    | Penny Healey              |
| Torneig Final de Classificació | Antalya  | 15 - 16 juny 2024        | Regne Unit    | Bryony Pitman             |
| Torneig Final de Classificació | Antalya  | 15 - 16 juny 2024        | Taipei        | Chiu Yi-ching             |
| Torneig Final de Classificació | Antalya  | 15 - 16 juny 2024        | Taipei        | Lei Chien-ying            |
| Torneig Final de Classificació | Antalya  | 15 - 16 juny 2024        | Taipei        | Li Tsai-chi               |
| Rànquing olímpic               | -        | -                        | Índia         | Ankita Bhakat             |
| Rànquing olímpic               | -        | -                        | Índia         | Bhajan Kaur               |
| Rànquing olímpic               | -        | -                        | Índia         | Deepika Kumari            |
| Rànquing olímpic               | -        | -                        | Indonèsia     | Diananda Choirunisa       |
| Rànquing olímpic               | -        | -                        | Indonèsia     | Syifa Nur Afifah Kamal    |
| Rànquing olímpic               | -        | -                        | Indonèsia     | Rezza Octavia             |

## Rècords
Abans de la competició el rècord del món i el rècord olímpic eren els següents:

#### · 216 fletxes de la ronda preliminar
| Rècord del Món | Kang Chae-young Chang Hye-jin Lee Eun-Kyung | 2.053 punts | Antalya | 21 de maig de 2018   |
| Rècord olímpic | An San Jang Min-hee Kang Chaen-young        | 2.032 punts | Tòquio  | 23 de juliol de 2021 |
| -------------- | ------------------------------------------- | ----------- | ------- | -------------------- |

## Ronda Preliminar
| Posició | Equip         | 10s | Xs | Puntuació Total |
| ------- | ------------- | --- | -- | --------------- |
| 1       | Corea del Sud | 123 | 42 | 2.046 OR        |
| 2       | Xina          | 96  | 31 | 1.996           |
| 3       | Mèxic         | 88  | 36 | 1.986           |
| 4       | Índia         | 83  | 21 | 1.983           |
| 5       | França        | 77  | 28 | 1.972           |
| 6       | Alemanya      | 77  | 25 | 1.965           |
| 7       | Indonèsia     | 75  | 28 | 1.960           |
| 8       | Estats Units  | 71  | 21 | 1.945           |
| 9       | Taipei        | 68  | 21 | 1.926           |
| 10      | Malàisia      | 57  | 18 | 1.918           |
| 11      | Regne Unit    | 60  | 25 | 1.912           |
| 12      | Països Baixos | 57  | 25 | 1.897           |

## Eliminatòries
|  | Vuitens de final | Vuitens de final |                  |   | Quarts de final | Quarts de final |                  |                  | Semifinals | Semifinals |  |  | Final | Final |
|  |                  |                  |                  |   |                 |                 |                  |                  |            |            |  |  |       |       |
|  |                  |                  |                  |   |                 |                 |                  |                  |            |            |  |  |       |       |
|  |                  |                  |                  |   |                 |                 |                  |                  |            |            |  |  |       |       |
|  |                  |                  |                  |   |                 |                 |                  |                  |            |            |  |  |       |       |
|  | 28 juliol 14:38h |                  |                  |   |                 |                 |                  |                  |            |            |  |  |       |       |
|  |                  |                  |                  |   |                 |                 |                  |                  |            |            |  |  |       |       |
|  | Corea del Sud    | 6                |                  |   |                 |                 |                  |                  |            |            |  |  |       |       |
|  | Corea del Sud    | 6                | 28 juliol 9:30h  |   |                 |                 |                  |                  |            |            |  |  |       |       |
|  |                  | Taipei           | 2                |   |                 |                 |                  |                  |            |            |  |  |       |       |
|  | Estats Units     | Taipei           | 2                | 1 |                 |                 |                  |                  |            |            |  |  |       |       |
|  | Estats Units     |                  | 28 juliol 15:47h | 1 |                 |                 |                  |                  |            |            |  |  |       |       |
|  | Taipei           | 5                |                  |   |                 |                 |                  |                  |            |            |  |  |       |       |
|  | Taipei           | 5                | Corea del Sud    | 5 |                 |                 |                  |                  |            |            |  |  |       |       |
|  | 28 juliol 9:53h  |                  | Corea del Sud    | 5 |                 |                 |                  |                  |            |            |  |  |       |       |
|  |                  | Països Baixos    | 4                |   |                 |                 |                  |                  |            |            |  |  |       |       |
|  | França           | Països Baixos    | 4                | 0 |                 |                 |                  |                  |            |            |  |  |       |       |
|  | França           | 28 juliol 14:15h |                  | 0 |                 |                 |                  |                  |            |            |  |  |       |       |
|  | Països Baixos    | 6                |                  |   |                 |                 |                  |                  |            |            |  |  |       |       |
|  | Països Baixos    | 6                | Països Baixos    | 6 |                 |                 |                  |                  |            |            |  |  |       |       |
|  |                  |                  | Països Baixos    | 6 |                 |                 |                  |                  |            |            |  |  |       |       |
|  |                  | Índia            | 0                |   |                 |                 |                  |                  |            |            |  |  |       |       |
|  |                  | Índia            | 0                |   |                 |                 |                  |                  |            |            |  |  |       |       |
|  |                  |                  | 28 juliol 17:11h |   |                 |                 |                  |                  |            |            |  |  |       |       |
|  |                  |                  |                  |   |                 |                 |                  |                  |            |            |  |  |       |       |
|  | Corea del Sud    | 5                |                  |   |                 |                 |                  |                  |            |            |  |  |       |       |
|  | Corea del Sud    | 5                |                  |   |                 |                 |                  |                  |            |            |  |  |       |       |
|  |                  | Xina             | 4                |   |                 |                 |                  |                  |            |            |  |  |       |       |
|  |                  | Xina             | 4                |   |                 |                 |                  |                  |            |            |  |  |       |       |
|  | 28 juliol 15:01h |                  |                  |   |                 |                 |                  |                  |            |            |  |  |       |       |
|  |                  |                  |                  |   |                 |                 |                  |                  |            |            |  |  |       |       |
|  | Mèxic            | 5                |                  |   |                 |                 |                  |                  |            |            |  |  |       |       |
|  | Mèxic            | 5                | 28 juliol 10:39h |   |                 |                 |                  |                  |            |            |  |  |       |       |
|  |                  | Alemanya         | 1                |   |                 |                 |                  |                  |            |            |  |  |       |       |
|  | Regne Unit       | Alemanya         | 1                | 0 |                 |                 |                  |                  |            |            |  |  |       |       |
|  | Regne Unit       |                  | 28 juliol 16:10h | 0 |                 |                 |                  |                  |            |            |  |  |       |       |
|  | Alemanya         | 6                |                  |   |                 |                 |                  |                  |            |            |  |  |       |       |
|  | Alemanya         | 6                | Mèxic            | 3 |                 |                 |                  |                  |            |            |  |  |       |       |
|  | 28 juliol 10:16h |                  | Mèxic            | 3 |                 |                 |                  |                  |            |            |  |  |       |       |
|  |                  | Xina             | 5                |   | Tercer lloc     | Tercer lloc     |                  |                  |            |            |  |  |       |       |
|  | Indonèsia        | Xina             | 5                | 5 | Tercer lloc     | Tercer lloc     |                  |                  |            |            |  |  |       |       |
|  | Indonèsia        | 28 juliol 15:24h | 28 juliol 15:24h | 5 |                 |                 | 28 juliol 16:48h | 28 juliol 16:48h |            |            |  |  |       |       |
|  | Taipei           | 28 juliol 15:24h | 28 juliol 15:24h | 3 |                 |                 | 28 juliol 16:48h | 28 juliol 16:48h |            |            |  |  |       |       |
|  | Taipei           | Indonèsia        | 1                | 3 | Països Baixos   | 2               |                  |                  |            |            |  |  |       |       |
|  |                  |                  | 1                |   | Països Baixos   | 2               |                  |                  |            |            |  |  |       |       |
|  |                  | Xina             | 5                |   | Mèxic           | 6               |                  |                  |            |            |  |  |       |       |
|  |                  | Xina             | 5                |   | Mèxic           | 6               |                  |                  |            |            |  |  |       |       |
|  |                  |                  |                  |   |                 |                 |                  |                  |            |            |  |  |       |       |
|  |                  |                  |                  |   |                 |                 |                  |                  |            |            |  |  |       |       |
|  |                  |                  |                  |   |                 |                 |                  |                  |            |            |  |  |       |       |

## Medaller històric
| Posició | País           | Or | Argent | Bronze | Total |
| ------- | -------------- | -- | ------ | ------ | ----- |
| 1       | Corea del Sud  | 10 | 0      | 0      | 10    |
| 2       | Xina           | 0  | 5      | 0      | 5     |
| 3       | Rússia         | 0  | 2      | 0      | 2     |
| 4       | Alemanya       | 0  | 1      | 2      | 3     |
| 5       | Ucraïna        | 0  | 1      | 0      | 1     |
| 5       | Indonèsia      | 0  | 1      | 0      | 1     |
| 7       | Taipei         | 0  | 0      | 2      | 2     |
| 8       | Japó           | 0  | 0      | 1      | 1     |
| 8       | França         | 0  | 0      | 1      | 1     |
| 8       | Polònia        | 0  | 0      | 1      | 1     |
| 8       | Equip Unificat | 0  | 0      | 1      | 1     |
| 8       | Estats Units   | 0  | 0      | 1      | 1     |
| 8       | Mèxic          | 0  | 0      | 1      | 1     |